# کراچی کانتونمنت
کراچی کانتونمنت (به انگلیسی: Karachi Cantonment) یک محله در پاکستان است که در کراچی واقع شده‌است. کراچی کانتونمنت ۹۹۳٫۹۱۶ کیلومتر مربع مساحت و ۵۸٬۰۰۰ نفر جمعیت دارد.